# HD 94508
HD 94508 è una stella della costellazione delle Vele.
La stella ha una magnitudine apparente di +6,45 ed è stato stimato che questa stella si trova a circa 108.718 anni luce, una distanza incredibile per una stella visibile con un binocolo.
Dato che la stella ha uno spettro stellare di K2III e ha una magnitudine assoluta di -11,16, questo fa pensare che sia una gigante arancione luminosissima, quindi HD 94508 è una delle stelle più luminose della Via Lattea.
Nonostante sia in una fase abbastanza avanzata della sua vita, l'età stimata di questa stella si aggira solamente intorno ai 20 milioni di anni.